# Distretto di Tablat
Il distretto di Tablat è un distretto della Provincia di Médéa, in Algeria.

## Comuni
Il distretto di Tablat comprende 4 comuni:
- Tablat
- Deux Bassins
- Aissaouia
- Mezerana